# Euproctis melanovis
Euproctis melanovis är en fjärilsart som beskrevs av Embrik Strand 1912. Euproctis melanovis ingår i släktet Euproctis och familjen tofsspinnare. Inga underarter finns listade i Catalogue of Life.